# Orthogonioptilum concordia
Orthogonioptilum concordia is een vlinder uit de familie nachtpauwogen (Saturniidae). De wetenschappelijke naam van deze soort is voor het eerst geldig gepubliceerd in 1992 door Bouyer.
De soort komt voor in tropisch Afrika.